# Parti progressiste-conservateur de l'Île-du-Prince-Édouard
Le Parti progressiste-conservateur de l'Île-du-Prince-Édouard (Progressive Conservative Party of Prince Edward Island) est un parti politique dans la province canadienne de l'Île-du-Prince-Édouard.
Lui et son rival, le Parti libéral, ont alterné au pouvoir depuis l'avènement du gouvernement responsable en 1851, et ils sont les deux principaux partis représentés à l'Assemblée législative de l'Île-du-Prince-Édouard.

## Chefs du parti
| - Edward Palmer, 1851–1854 - John Holl, 1854–1855 - Edward Palmer, 1855–1863 - John Hamilton Gray, 1863–1865 - James Colledge Pope, 1865–1873 - Lemuel Cambridge Owen, 1873–1877 - William Wilfred Sullivan, 1877–1889 - Neil McLeod, 1889–1894 - Daniel Gordon, 1894–1903 - John Alexander Mathieson, 1903–1917 - Aubin E. Arsenault, 1917–1921 - James David Stewart, 1921–1933 - William J. P. MacMillan, 1933–1948 - Reginald Bell, 1948–1957 - Walter Russell Shaw, 1957–1968 - George Key, 1968–1973 | - Melvin McQuaid, 1973–1976 - Lloyd MacPhail, 1976 (intérim) - Angus MacLean, 1976–1981 - James Lee, 1981–1987 - Leone Bagnall, 1987–1988 (intérim) - Melbourne Gass, 1988–1990 - Pat Mella, 1990–1996 - Pat Binns, 1996–2007 - Olive Crane, 2007–2010 (intérim) - Jim Bagnall, 2010 (intérim) - Olive Crane, 2010–2013 - Steven Myers, 2013–2015 (intérim) - Rob Lantz, 2015 - Jamie Fox, 2015–2017 (intérim) - James Aylward, 2017–2019 - Dennis King, 2019-2025 - Rob Lantz, depuis 2025 |

## Résultats électoraux
| Élection | Chef        | Candidats | Sièges  | Voix   | %       | Rang |
| -------- | ----------- | --------- | ------- | ------ | ------- | ---- |
| 2000     | Pat Binns   | 27 / 27   | 26 / 27 | 45 820 | 58,00 % | 1er  |
| 2003     | Pat Binns   | 27 / 27   | 23 / 27 | 43 712 | 54,29 % | 1er  |
| 2007     | Pat Binns   | 27 / 27   | 4 / 27  | 33 754 | 41,35 % | 2e   |
| 2011     | Olive Crane | 27 / 27   | 5 / 27  | 29 950 | 40,18 % | 2e   |
| 2015     | Rob Lantz   | 27 / 27   | 8 / 27  | 30 663 | 37,39 % | 2e   |
| 2019     | Dennis King | 27 / 27   | 13 / 27 | 29 333 | 36,52 % | 1er  |
| 2023     | Dennis King | 27 / 27   | 22 / 27 | 41 828 | 55,92 % | 1er  |